# Nectandra puberula
Nectandra puberula là loài thực vật có hoa trong họ Nguyệt quế. Loài này được (Schott) Nees miêu tả khoa học đầu tiên năm 1836.